# 神戸市立雲雀丘中学校
神戸市立雲雀丘中学校（こうべしりつ ひばりがおかちゅうがっこう）は、兵庫県神戸市長田区にある公立中学校。

## 概要
古くより裏山である神戸市北区ひよどりごえ森林公園に植樹を行うなど緑化運動に力を入れてきた。
2005年（平成17年）6月5日には平成16年度全国緑化コンクールにて学校林等活動の部の特選に選ばれたほか、農林水産大臣賞を受賞。

## 沿革
- 1968年（昭和43年）4月1日 - 神戸市立丸山中学校雲雀丘分校として開校。
- 1968年（昭和43年）5月25日 - 現在地に移転。
- 1969年（昭和44年）4月1日 - 神戸市立雲雀丘中学校として開校。初代校長は荒木勇。
- 2005年（平成17年）6月5日 - 平成16年度全国緑化コンクールにて学校林等活動の部の特選に選ばれたほか、農林水産大臣賞を受賞。
- 2007年（平成19年）6月 - 公式ホームページを開設。耐震補強工事が開始される。

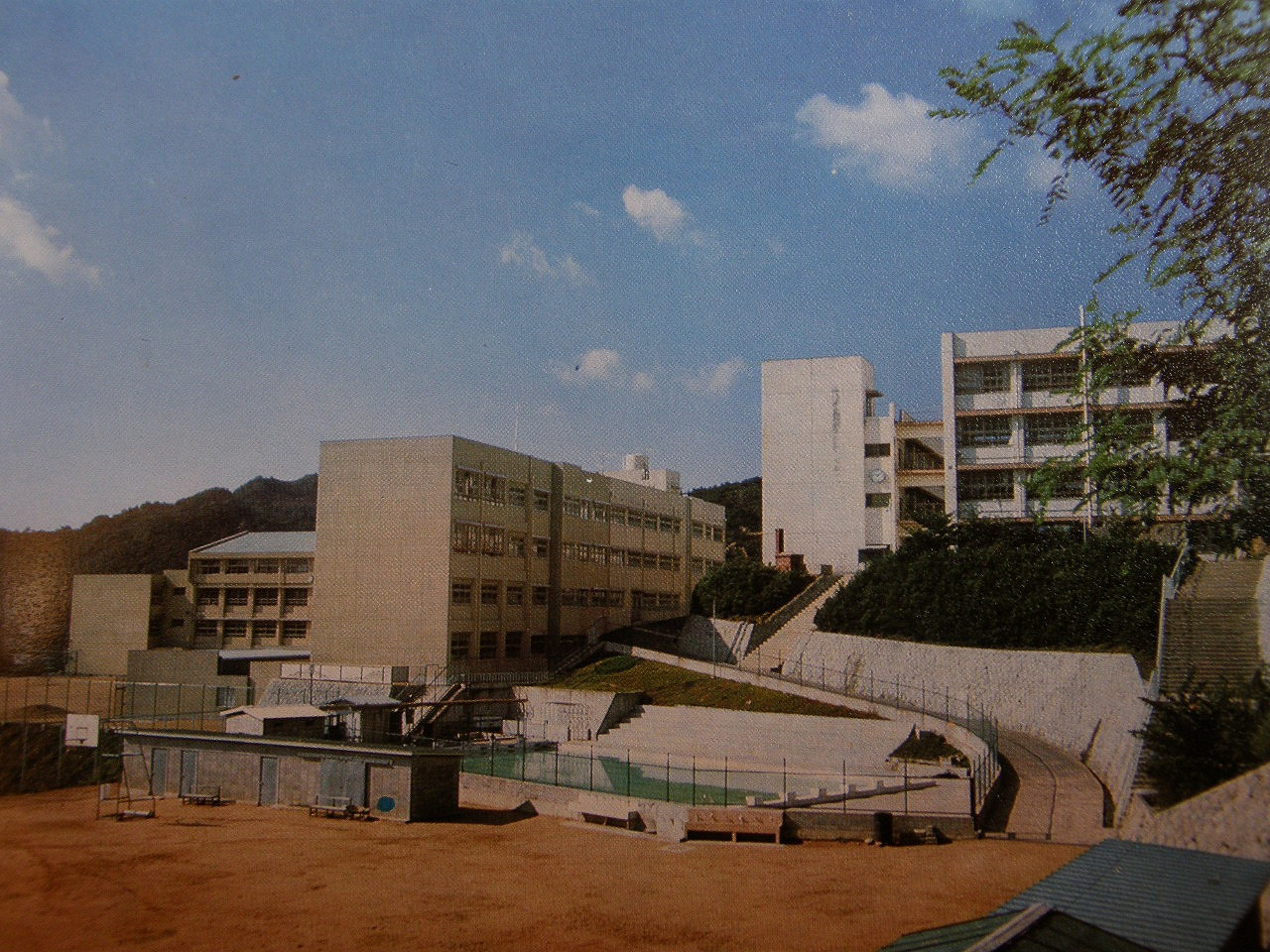
開校5年後の1973年当時の雲雀丘中学校（現在は緑色に塗り替えられている）

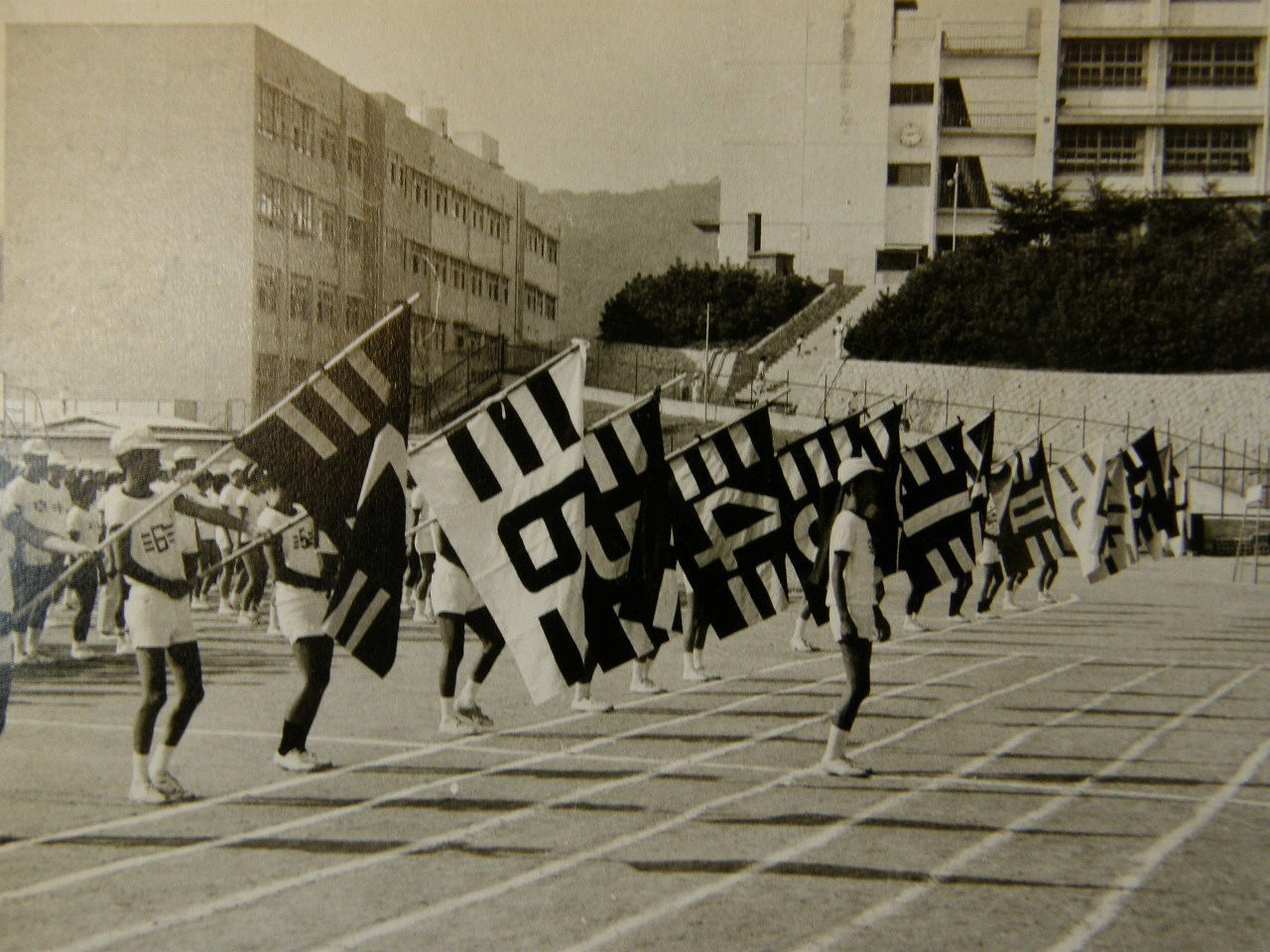
1973年10月3日の運動会

## 校訓
- 友愛
- 健全
- 創造
- 奉仕

## 校章
雲雀丘 (Hibarigaoka) の頭文字であるHを元に、周囲を豊かな自然に囲まれた環境を元に木のイメージから4つの柱に見立て、4つの校訓である、「友愛・健全・創造・奉仕」を象徴化したもので、中央には、中学校を意味する「中」の字と神戸市の錨をシンボル化した市章をおり込んでいる。かつ全体の印象がヒバリのはばたきをイメージするように考案された。作者は、開校当時技術家庭科の非常勤教諭をしていた西川によるもの。

## 部活動

### 運動部
- 野球部
- バスケットボール部
- 男子卓球部（2025年度より新入生の受け入れ停止）
- 女子ソフトテニス部（2025年度より新入生の受け入れ停止）

### 文化部
- 吹奏楽部
- 美術部

## 卒業生
- 篠原信一
- 大津光央
- 富栄ドラム

## 交通アクセス
- 公共交通機関：JR西日本神戸駅から神戸市バス4系統の「大日丘団地前」行きに乗車。「ひばりが丘」下車、徒歩2分。
- 自動車：市道夢野白川線（旧西神戸有料道路）を夢野方面からの場合、丸山大橋を超え最初の細道を左折し約3分。または丸山大橋手前を左折し約3分。

## 通学区域が隣接している学校
- 神戸市立湊翔楠中学校
- 神戸市立夢野中学校
- 神戸市立丸山中学校
- 神戸市立高取台中学校
- 神戸市立横尾中学校
- 神戸市立鵯台中学校
- 神戸市立山田中学校[1]